# London Trams
London Trams és una branca de London Rail (aquest últim branca de Transport for London), que dirigeix el servei de tramvies de segona generació de Londres, Regne Unit. El sistema està compost per:
- Tramlink: opera una xarxa de tres rutes de l'àrea del Sud de Londres al voltant del districte de Croydon. Actualment hi ha una proposta d'allargar la xarxa fins a l'estació de Crystal Palace.
- Cross River Tram: és un sistema que s'ha proposat per al Londres Central. El servei circularia des de l'estació de King's Cross i Camden fins Peckham i Brixton.
- City Tram: és un segon sistema proposat per circular per la Ciutat de Londres (centre de Londres), enllaçant Battersea i el districte de Hackney via Elephant & Castle i la Ciutat, però no apareix en cap programa de Transport for London.